# Hohenbollentin
Hohenbollentin település Németországban, Mecklenburg-Elő-Pomeránia tartományban. Lakosainak száma 106 fő (2023. december 31.).

## Népesség
A település népességének változása:
| Lakosok száma | 111  | 118  | 110  | 107  | 106  |
|               | 2017 | 2019 | 2021 | 2022 | 2023 |